# Antonio Ortiz Mena
Antonio Ortiz Mena (Parral, Chihuahua; 16 de abril de 1907-Ciudad de México, 12 de marzo de 2007) fue un abogado, político y economista mexicano, miembro del Partido Revolucionario Institucional. 
Fue secretario de Hacienda y Crédito Público de 1958 a 1970, durante el periodo por él llamado como el Desarrollo Estabilizador, etapa que se caracterizó por un crecimiento de la economía mexicana del 6.6% anual con inflación de 2.2%. El crecimiento económico mexicano durante esta época fue solamente superado por el de Japón, Singapur y Corea del Sur. La economía mexicana creció más que la de cualquier país del continente americano o europeo.
Durante el Desarrollo Estabilizador, el Fondo Monetario Internacional (FMI) declaró que el peso era «moneda fuerte». Los principales economistas consideraban que si México seguía así llegaría al nivel de potencias intermedias como Australia o Canadá para el año 2000. México era ejemplo para los demás países del tercer mundo. El salario mínimo aumentó casi al doble de $308 a $601. Se redujo la deuda externa. El peso formó parte de la canasta de monedas de reservas que el FMI utilizaba en sus operaciones de respaldo a los países que lo requerían.
De esta forma, su gestión en la Secretaría de Hacienda no fue coyuntural, sino que fue producto de un meticuloso y prudente manejo de la economía, con una estrategia coherente y detallada. La impronta de Ortiz Mena en la vida mexicana fue decisiva, en la medida en que su influencia fue transexenal. Fue uno de los hombres que ayudó a consolidar, administrar y crear el edificio institucional mexicano que aún sostiene y vertebra al país.
Asimismo, se desempeñó como director del Instituto Mexicano del Seguro Social (1952-1958), presidente del Banco Interamericano de Desarrollo (1971-1988) y director de Banamex.

## Vida personal y trayectoria
Ortiz Mena fue un hombre proveniente de una remota estirpe de terratenientes, políticos modernizadores y empresarios mineros de los estados norteños de Sonora y Chihuahua, cuyos miembros estuvieron activos desde la época de la colonia española hasta la Revolución que convulsionó al país de 1910 a 1940.
Adolescente, tuvo oportunidad en el ámbito familiar de conocer a diversos actores de la Revolución, sobre todo al grupo sonorense: Álvaro Obregón, Adolfo de la Huerta, Francisco Serrano; y percatarse de sus ideales y aspiraciones; posteriormente también de las trágicas consecuencias personales y sociales de las cruentas luchas por el poder.
Fue licenciado en Derecho egresado de la Escuela Nacional de Jurisprudencia de la Universidad Nacional Autónoma de México, donde fundó el periórido Eureka con Miguel Alemán y Manuel R. Palacios. Realizó una maestría en Estudios Latinoamericanos en University of London.
Inició su carrera gubernamental como abogado en el Departamento del Distrito Federal en 1932, para convertirse más adelante en el director de la oficina legal de ese departamento.
Durante la Segunda Guerra Mundial fue el director de los Servicios de Nacionalización de la Propiedad. Posteriormente, llegó a la cabeza del departamento de subdirector general y delegado fiduciario del Banco Nacional Hipotecario Urbano y de Obras Públicas.

## Director del Instituto Mexicano del Seguro Social (1952-1958)
De 1952 a 1958 se desempeñó como director general del Instituto Mexicano del Seguro Social (IMSS), donde aseguró el equilibrio financiero de la institución, mediante la reorganización administrativa.
En 1952, el IMSS se encontraba en una clara tendencia deficitaria; se sanearon las finanzas y restablecieron las reservas sin aumento de cuotas, al tiempo que la cobertura de servicios médicos que se prestaba sólo en el Distrito Federal y algunos municipios de seis estados se amplió a todo el país, y se inicia para los trabajadores del campo. La extensión se realiza con un sistema de subrogación constituyendo uniones médicas, una forma original de autogestión, las que recibían la parte correspondiente de las cuotas y se obligan a prestar los servicios médicos. 
Se concibe la institución del Médico familiar como el eje responsable de la salud de la familia obrera. 
Se plantea el apoyo más amplio e integral para los trabajadores y sus familias, y se crean novedosas prestaciones sociales como la Casa de la Asegurada para el Desarrollo Personal y Cultural de la Mujer y la Familia de los Trabajadores. 
Se inician programas de unidades de vivienda para trabajadores con servicios sociales, escuelas, enfermerías, tienda de productos básicos, instalaciones deportivas, centros de reunión social y fomento cultural. 
Durante su cargo se construyeron más que nunca unidades de atención médica. La obra principal la constituyó el Hospital de la Raza.

## Secretario de Hacienda (1958-1970)
El 1 de diciembre de 1958, inició su periodo como Secretario de Hacienda y Crédito Público, cargo que ocuparía durante dos administraciones: la de Adolfo López Mateos y la de Gustavo Díaz Ordaz durante el periodo del Desarrollo Estabilizador.
El Desarrollo Estabilizador se puede resumir como «6-6 con 2-2» ya que se caracterizó por un crecimiento de la economía mexicana del 6.6% anual con inflación de 2.2% y en donde la producción agrícola fue sustituida por la industrial. El crecimiento industrial que México registró en estas épocas se basó en la expansión del mercado interno, propiciado por el crecimiento urbano y los efectos de la reforma agraria, además de que fue fundamental la consolidación de la infraestructura en las comunicaciones y en el sector de la energía y de gran trascendencia la participación de la inversión extranjera que modificaría la planta industrial.
Es importante mencionar las contribuciones de Rodrigo Gómez, entonces director general del Banco de México, a la política económica del Desarrollo Estabilizador. Ortiz Mena estableció los objetivos de la política económica y las reglas del juego sobre las cuales debían funcionar Hacienda y el Banco de México. Ortiz Mena narró esta relación de la siguiente forma: «(…) mi planteamiento a Rodrigo Gómez fue que el Banco y la Secretaría de Hacienda debía cumplir, cada cual por su cuenta, con sus tareas específicas, pero con una gran coordinación. Había que evitar la inflación, así que la principal meta de la Secretaría sería el control del déficit presupuestal, mientras que la del Banco sería garantizar la estabilidad monetaria. Rodrigo y yo compartíamos la idea de que se nos presentaba la gran oportunidad para irnos a fondo en la meta de crecer sin inflación.»
El apoyo y fomento al turismo como generador de divisas, permitió que se conjugara con el fomento y protección a la herencia histórico-cultural, y así se construyó el Museo de Antropología, el de Arte Moderno, el Nacional del Virreinato, el Nacional de las Culturas, el de San Diego.
Además, se constituye en el Banco de México un fideicomiso para el desarrollo turístico. Se identificaron sitios convenientes que incluían Puerto Escondido, Huatulco, Ixtapa, Cancún. Para Ixtapa y Huatulco se gestionan créditos con el Banco Mundial; en Cancún se inician las inversiones con recursos del Fondo de Promoción. Paradójicamente, Antonio Ortiz Mena, gestiona los créditos para Cancún como funcionario del gobierno Mexicano, que posteriormente concede, ya como representante el organismo otorgante (BID).
Con congruencia y honestidad intelectual, concibió la política económica como un instrumento para el desarrollo y para invertir en la sociedad. Como declaró años después. “No tenía compromiso ideológico, podía ser keynesiano y monetarista, según el caso”; según las necesidades y los principios éticos y de servicio público que siempre guiaron su ilustrado pragmatismo.
Como continuación de los sistemas de seguridad social, en 1960, ya desde la Secretaría de Hacienda, impulsa y participa en la creación y organización del ISSSTE.
Ortiz Mena también se desempeñó como funcionario en organismos internacionales: fue representante de México en el FMI durante 11 años, de 1959 a 1970.

## Presidente del Banco Interamericano de Desarrollo (1971-1988)
Ortiz Mena estuvo vinculado al Banco Interamericano de Desarrollo (BID) desde su fundación, pues la institución fue creada a propuesta de México en 1960 cuando el propio Ortiz Mena era secretario de Hacienda. En la reunión de ministros de Economía y Finanzas celebrada en Brasil en 1954 que puso en marcha el proceso de creación del Banco, fue el representante alterno de la Delegación de México y tuvo una activa participación en las negociaciones.
El 13 de agosto de 1970, renunció a la Secretaría de Hacienda para buscar la Presidencia del BID. En noviembre de 1970, Ortiz Mena, quien era ampliamente conocido y respetado en Wall Street, en los mercados de capitales europeos y en toda América Latina, fue electo para dirigir el BID, que en ese entonces era la segunda mayor institución internacional de crédito después del Banco Mundial.
En el BID, Ortiz Mena se esforzó por llevar los principios del Desarrollo Estabilizador a los países de toda América Latina. Bajo la presidencia de Ortiz Mena a lo largo de 18 años, la cartera del BID se multiplicó por 10, logrando con la Declaración de Madrid la incorporación de 17 nuevos países, 15 europeos más Japón e Israel. Don Antonio fue pionero en institucionalizar el apoyo a la pequeña y mediana empresa, aún cuando no estaba de moda, y creó los concursos dentro del Banco e impulsó la carrera profesional para las mujeres. Le dio un respaldo importante a los países del Caribe, y expandió la cooperación técnica por toda la región.
Los préstamos del Banco se incrementaron 10 veces, pasando de US$ 4,000 millones en 1970 a US$ 40,000 millones en 1987. Los recursos del capital ordinario aumentaron de US$ 2,400 millones a US$ 34,000 millones.
Ortiz Mena ha sido el presidente del BID con más tiempo en el cargo.

## Actividad posterior, premios, distinciones y legado
A su regreso a México en 1988 lanzó una fuerte declaración: En México, el poder del presidente es absoluto y se corre el riesgo de que, por falta de contrapesos, como deberían ser el Congreso y el Poder Judicial, un mandatario descontrolado puede llevar al país a la ruina. Ortiz Mena sostuvo la necesidad de transitar a un régimen parlamentario, pues le parecía la mejor manera de curar a México del presidencialismo imperial, mediante el fomento del debate, la negociación y el compromiso, prácticas esenciales de la democracia.
Entre 1988 y 1991, fue director general del Banco Nacional de México (Banamex) en la etapa previa a su reprivatización. En el Palacio Nacional se firmaron el 30 de agosto de 1991 los contratos de compraventa de Banamex, como parte de la reprivatización de la banca en el mandato de Carlos Salinas de Gortari.
Ortiz Mena fue un hombre de extraordinaria cultura, versado en humanidades y con grandes intereses en las artes; poseía amplios conocimientos sobre Latinoamérica. Recibió honores y premios de diversos gobiernos, incluyendo Alemania, Bélgica, Brasil, Chile, Francia, Italia y los Países Bajos.
También fue nombrado doctor honoris causa de la Universidad de las Américas y de la Facultad de Ciencias Económicas y Sociales de la Universidad Nacional Pedro Henríquez Ureña (UNPHU). Fue Presidente del Comité Permanente de Seguridad Social Interamericano de 1955 a 1959. Fue también Consejero del Consejo de Honor de la Academia Mexicana de Derecho Internacional.
En 1999, el Fondo de Cultura Económica editó en su honor su libro, El desarrollo estabilizador.

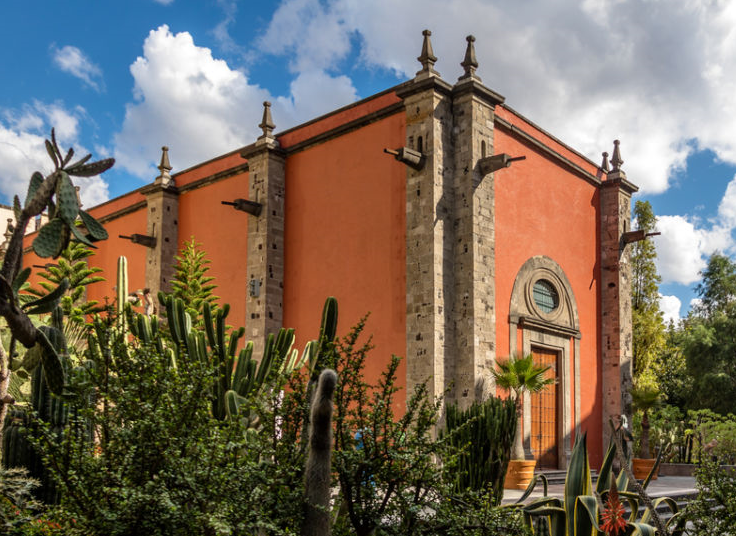
Exterior del Fondo Histórico Antonio Ortiz Mena en Palacio Nacional

En septiembre de 2006, el Partido Acción Nacional lo propuso para recibir la Medalla Belisario Domínguez (hecho muy meritorio de Ortiz Mena pues él, durante toda su vida profesional fue miembro del PRI), por las aportaciones que heredó a la política económica nacional y por haber impulsado el crecimiento económico del país mediante el modelo del desarrollo estabilizador en la década de los sesenta. El 22 de octubre de 2009, el presidente del Senado de la República, Carlos Navarrete, fue el encargado de entregar la medalla post mortem, la cual fue recibida por su hijo, Antonio Ortiz Salinas; en dicha ceremonia estuvo en el presidium y como testigo, el entonces presidente de la República, y miembro del Partido Acción Nacional, Felipe Calderón
La revista La Justicia, editada por don Gabino Fraga, le incluyó entre sus páginas como uno de los doce grandes juristas mexicanos; de este documento, se recuperan las palabras expresadas por don Antonio Luna Arroyo: “Los que le vimos de cerca, y minuciosamente elaborar sus estudios y conocer de sus mejores éxitos, hemos de decir, sin ambages, que se trata de un hombre honrado a carta cabal, de notable talento, con excepcionales dotes políticas y sociales y, sobre todo, poseedor de un gran espíritu organizador”.
Dentro del Palacio Nacional se localiza el Fondo Histórico Antonio Ortiz Mena (en la Antigua Casa de Fundición de Moneda), que resguarda los impresos publicados por la Secretaría de Hacienda desde el siglo XIX. Incluye las Memorias de Hacienda del siglo XIX, así como los presupuestos de egresos de la federación y las diversas disposiciones jurídicas, fiscales y administrativas que representan la historia y fundamento del quehacer hacendario. El Fondo Histórico Antonio Ortiz Mena fue inaugurado en 2007 por el entonces secretario Agustín Carstens Carstens para honrar la memoria del antiguo secretario, que en abril de ese año habría cumplido un siglo de vida.
En marzo de 2023, en sesión solemne del Congreso del Estado de Chihuahua, se le rindió un homenaje post mortem a Antonio Ortiz Mena. Su nombre fue revelado en letras de oro dentro del recinto legislativo y una pintura en su honor, creada por el pintor chihuahuense Óscar Soto, fue revelada en el edificio Héroes de la Revolución.
Falleció en la Ciudad de México, el 12 de marzo de 2007, a los 99 años de edad. Uno de sus nietos, Alfredo Gutiérrez Ortiz Mena, fue jefe del Servicio de Administración Tributaria y, desde 2012, es Ministro de la Suprema Corte de Justicia de la Nación.